# Simon Pegg
Simon Pegg, właśc. Simon John Beckingham (ur. 14 lutego 1970 w Gloucester w Anglii) – brytyjski aktor, komik, scenarzysta, producent filmowy i reżyser.

## Życiorys
Wystąpił m.in. w serialu komediowym Spaced (nagrodzonym BAFTA) oraz filmach – Wysyp żywych trupów, Hot Fuzz – Ostre psy i To już jest koniec. Serial oraz wszystkie trzy filmy reżyserowane były przez przyjaciela komika, brytyjskiego reżysera filmowego Edgara Wrighta.
Wspólnie ze swoim najlepszym przyjacielem Nickiem Frostem napisał oraz wystąpił w komedii sci-fi – Paul. Pegg współtworzył również scenariusz do Gazu, mięczaku, gazu! razem z popularnym irlandzkim komikiem Dylanem Moranem.

## Filmografia

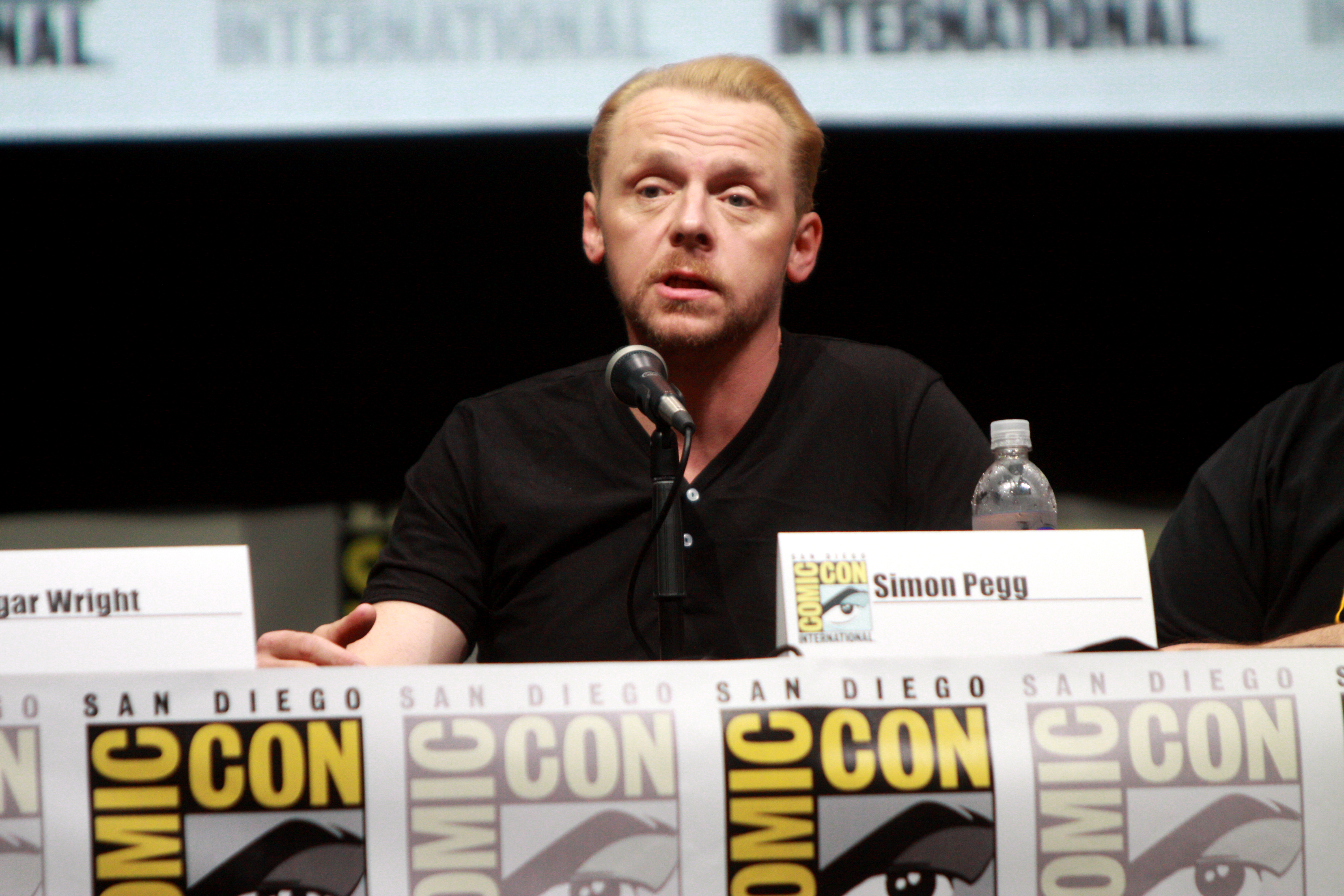
Simon Pegg (2013)

- 1998: Live From The Lighthouse jako Robert Jobson
- 1998: Steve Coogan: The Man Who Thinks He’s It jako on sam / różne role
- 1999: Pensjonat dla świrów, czyli Hotel Paradiso (Guesthouse Paradiso) jako pan Nice
- 1999: Opowieści z metra (Tube Tales) jako Clerk
- 1999: Spaced (Spaced) jako Tim Bisley
- 2001: Kurator (The Parole Officer) jako Deflated Husband
- 2001: Comic Relief: Say Pants to Poverty
- 2002: 24 Hour Party People jako Paul Morley
- 2003: Asylum jako dostawca pizzy
- 2003: Rachunek sumienia (The Reckoning) jako dozorca
- 2003: Ostatnie życzenie (Final Demand) jako Colin Taylor
- 2004: Wysyp żywych trupów (Shaun of the Dead) jako Shaun
- 2004: Sex & Lies jako DJ radiowy
- 2005: Ziemia żywych trupów (Land of the Dead) jako Zombie
- 2005: Spider-Plant Man jako reporter
- 2005: Comic Relief: Red Nose Night Live 05 jako Jonathan Pearce
- 2006: Mission: Impossible III jako Benji Dunn
- 2006: Big Nothing jako Gus
- 2007: Hot Fuzz – Ostre psy (Hot Fuzz) jako sierżant Nicholas Angel
- 2007: Dobranoc, kochanie (The Good Night) jako Paul
- 2007: Gazu, mięczaku, gazu! (Run Fatboy Run) jako Dennis
- 2008: Jak stracić przyjaciół i zrazić do siebie ludzi (How to Lose Friends & Alienate People) jako Sidney Young
- 2009: Star Trek jako Montgomery Scott
- 2010: Paul jako Graeme Willy
- 2011: Mission: Impossible – Ghost Protocol jako Benji Dunn
- 2013: To już jest koniec jako Gary King
- 2013: Star Trek: W ciemność jako Komandor Porucznik Montgomery „Scotty” Scott
- 2014: Jak dogonić szczęście (Hector and the Search for Happiness) jako Hector
- 2015: Gwiezdne wojny: Przebudzenie Mocy jako Unkar Plutt
- 2015: Czego dusza zapragnie jako Neil Clarke
- 2015: Mission: Impossible – Rogue Nation jako Benji Dunn
- 2016: Star Trek: W nieznane jako Montgomery Scott
- 2016: Epoka lodowcowa 5: Mocne uderzenie jako Buck (głos)
- 2018: Mission: Impossible – Fallout jako Benji Dunn
- 2018: Player One jako Ogden „Og” Morrow
- 2019: Utracone fale jako Theo Ross
- 2020: Dziedzictwo jako Morgan Warner
- 2023: Mission: Impossible – Dead Reckoning jako Benji Dunn